# Ferdinand Richard Wilm
Ferdinand Richard Wilm (* 11. Oktober 1880 in Berlin; † 9. Oktober 1971 in Hamburg) war ein deutscher Juwelier.

## Leben und Wirken
Ferdinand Richard Wilm absolvierte von 1899 bis 1903 eine Banklehre und studierte von 1903 bis 1904 an der Hanauer Zeichenakademie. Anschließend lebte er mehrere Jahre in London und New York. Dann ging er zurück nach Berlin. Seine Vorfahren unterhielten hier ein 1767 durch Gottfried Ludewig Wilm gegründetes Juweliergeschäft, das der Großvater Hermann Julius Wilm (1812–1907) und der Vater Johann Paul Friedrich Wilm (1840–1923) fortgeführt hatten.

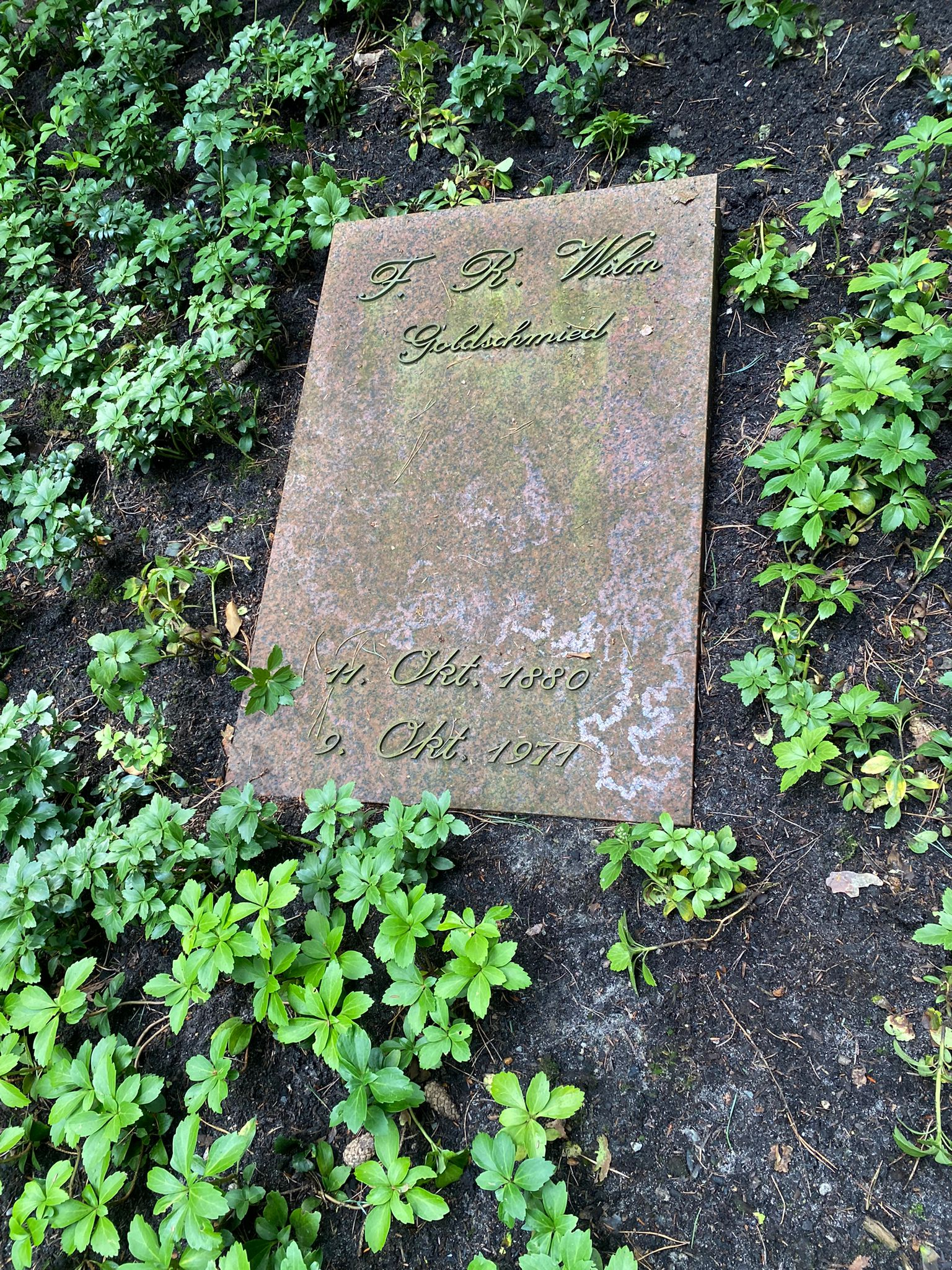
Grabstätte auf dem Waldfriedhof Aumühle

In Berlin erhielt Friedrich Richard Wilm wie sein Bruder Johann David 1911 Anteile an dem väterlichen Juweliergeschäft, das unter H. J. Wilm firmierte und ein Jahr später zum kaiserlichen Hofjuwelier aufstieg. Nachdem der Vater 1923 verstorben war, erwarb Wilm die Silberschmiedewerkstätten Paul Teige und J. Godet & Sohn und baute sie zu einer zeitgemäßen Goldschmiedewerkstatt aus. Da er nach dem Ende des Ersten Weltkriegs keine weiteren Aufträge aus adligen Kreisen erhielt, bot Wilms silbernes, zeitlos und modern gehaltenes und handwerklich exzellent gefertigtes Besteck an, mit dem er größere Kundenkreise des Bürgertums erreichen wollte.
Wilm übernahm viele Ämter in Berufsverbänden. Von 1919 bis 1926 gehörte er dem Vorstand des Reichsverbands der deutschen Juweliere, Gold- und Silberschmiede an. Gemeinsam mit Peter Behrens und Wilhelm Waetzoldt gründete er 1932 die noch heute existierende Deutsche Gesellschaft für Goldschmiedekunst, die Künstlerwettbewerbe veranstaltete und der Schmiedekunst zu mehr Präsenz in Ausstellungen verhalf. Wilm organisierte viele Ausstellungen, schrieb selbst und verstand, erfolgreich für die Branche zu werben. Auf der Weltausstellung in Paris 1937 und der Mailänder Triennale 1940 erhielt er Goldmedaillen. Hermann Göring bestellte bei dem Juwelier Prunksilber, Ehrenkassetten und Marschallstäbe, die seinerzeit Wilms Ansehen erhöhten.
Nach dem Ende des Zweiten Weltkriegs verlegte Wilm den Firmensitz 1945 nach Aumühle. Drei Jahre später zog H. J. Wilm nach Hamburg in ein von den Architekten Tinneberg und vom Berg elegant gestaltetes Ladenlokal am Ballindamm Nummer 8. Der Juwelier fertigte hier insbesondere silbernes Tafelgerät und Juwelenschmuck und kreierte Ehrenpreise und Sonderaufträge für das Ratssilber von Städten wie Berlin, Pforzheim, Düsseldorf, Hamburg oder Hanau. Wilm schuf viele Stücke des Sortiments mehrfach, gestaltete aber auch neue, zeitgemäße Stücke. Bei Sonderanfertigungen nahm er die Dienste von Kunsthandwerkern wie dem Silberschmied Erwin Winkler oder Vera Crodel-Steckner-von Claer in Anspruch. 1967 übertrug Wilm die Firma an seinen Sohn Renatus (1927–1998), der sie selbstständig weiterführte und den Betrieb 1996 einstellte. Sein Sohn Marc Wilm (* 1962) gründete 1997 die Firma in kleinerem Umfang neu.
Ferdinand Richard Wilm ruht in der Familiengrabstätte auf dem Waldfriedhof in Aumühle.

## Werke
Schmuckstücke von Ferdinand Richard Wilm, die er in Berlin und Hamburg fertigte, sind in mehreren Museen zu finden. Dazu gehören die Museen für angewandte Kunst in Berlin, Frankfurt, Hamburg, Hannover und Köln. Neben dem Bröhan-Museum, dem Historischen Museum Hanau und der Neuen Sammlung München zeigt das Haus Doorn Werke von H. J. Wilm. Im Museum für Kunst und Gewerbe sind circa 6000 Seiten mit Entwürfen für Tafelgerät und Schmuck zu finden. Die Hanauer Gesellschaft für Goldschmiedekunst archiviert außerdem Dokumente zu ihrer Geschichte während der Zeit Ferdinand Richard Wilms.